# Quietus (Album)
Quietus ist das zweite Studioalbum der Funeral-Doom-Band Evoken.

## Entstehung
Da die Musiker zur Zeit der Albumaufnahme über kein eigenes Studio und begrenzte finanzielle Mittel verfügten, bestritt die Band die Aufnahmen mit im Voraus vollendetem Songmaterial. Die Stücke schrieben die Musiker getrennt sowie gemeinsam in einem regelmäßigen Austausch untereinander. Als immanent für die Entstehung des Materials galt den Musikern die Interaktion. Während die Musik des Albums von Evoken seit 1996 gemeinsam komponiert wurde, gehen die Songtexte überwiegend auf den Schlagzeuger Vince Verkay zurück. Den Aufnahmeprozess absolvierte die Band bis November 1999 in den Wave Studios auf Staten Island, eine zusätzliche Aufnahme-Session wurde im Den Studio in Whippany im Dezember des gleichen Jahres benötigt. Abmischung und Mastering fanden im Studio Hermit Hole in Kendall Park durch Ronald Jay ‚Bumblefoot‘ Blumenthal statt, der die Band auch als Toningenieur und Produzent begleitete. Nachdem die Band ihre ersten Aufnahmen mit wenig Erfahrung und mangelndem Equipment gestaltet hatte, konnte Evoken zu Quietus die eigene Vision gezielter verfolgen.

## Albuminformationen
Zur Zeit der Aufnahme und Veröffentlichung bestand die Band aus dem Sänger Gitarristen John Paradiso, dem Bassisten Steve Moran, dem Keyboarder Dario „Numinas“ Derna sowie den Gründungsmitgliedern Gitarrist Nick Orlando und Schlagzeuger Vince Verkay. Als Gastmusikerin trat Cellistin Suzanne Bass in Erscheinung.
Das 2001 erstmals veröffentlichte Album enthielt sieben separate Stücke, inklusive eines finalen Instrumentalstücks von 4 Minuten und 14 Sekunden. Quietus hat eine Gesamtspielzeit von 1:03:10 Stunden. Das Album wurde mehrmals wiederveröffentlicht. Als verantwortlich für die grafische Aufbereitung des Begleitmaterials gilt der Schlagzeuger Vince Verkay. Das Layout übernahm indes Stephen O’Malley von Sunn O))).

### Titelliste
1. In Pestilence, Burning 08:39
2. Withering Indignation 08:52
3. Tending the Dire Hatred 07:07
4. Where Ghosts Fall Silent 10:39
5. Quietus 10:47
6. Embrace the Emptiness 12:52
7. Atrementous Journey 04:14

### Veröffentlichung
Quietus wurde am 23. Januar 2001 über Dwell Records und am 4. Februar 2001 via Avantgarde Music als CD veröffentlicht. Das Album wurde mehrmals wiederveröffentlicht, darunter im Jahr 2014 in einer um das Stück Insturmental ergänzten Doppel-LP- und CD-Version über Peaceville Records. Vermarktung und Vertrieb wurden von Orlando allerdings bemängelt. Die Kooperation mit Avantgarde Music wurde von ihm als inexistent beschrieben. Dwell Records wurde unmittelbar nach der Veröffentlichung stillgelegt und Avantgarde Music konnte über mehrere Wochen keine Website vorweisen. Durch diese Probleme wusste laut Orlando kaum jemand davon, dass das Album erschienen sei.

### Stil
Die auf Quietus präsentierte Musik wird als „Funeral Doom in Reinform“ beschrieben. Innerhalb der Diskografie der Band gilt das Album als besonders episch. Dabei erhalte Evoken „konsequent die Monotonie über alle Songs aufrecht […]. Keine eingeschobenen Parts, keine allzu häufigen Riffwechsel.“ Der Gesang wird vornehmlich als ein mit Hall versetztes Growling präsentiert, dem „vereinzelte klare Stimmen“ kontrastierend gegenüberstehen. Weiter würden „dezente Keyboards“, im Gegenspiel „zu den zähen Strukturen, eine Aura des Verwunschenen“ erzeugen. Verstärkt wird die Atmosphäre durch den, an das Frühwerk von My Dying Bride erinnernden, Einsatz eines Cellos.

## Wahrnehmung
Die Quietus gewidmeten Besprechungen in Webzines und Musikzeitschriften fielen überwiegend positiv aus. Oliver Wilde von Strombringer.at schrieb eine der wenigen mäßigen Beurteilungen, es sei schwer zu erschließen und  „kein Meisterwerk“. Für Voices from the Darkside hieß es, dass das Album zwar nicht im Interessensgebiet des Rezensenten Frank Stöver läge, jedoch nannte er es den „ultimativen Soundtrack zum Armageddon!“ Quietus, so das Fazit einer für Metal.de geschriebenen Besprechung weise „keine wirklichen Innovationen“ auf, „aber die ansonsten dominierende, zermürbende Schwere des Dooms wird im Falle von Evoken dezent mit geradezu leichten, träumerischen Elementen versehen, die das Besondere an diesem Album ausmachen“. Das Album sei eine „absolut respektable Leistung“ schrieb Aaron McKay für Chronicles of Chaos. An anderer Stelle wurde das Album als „außergewöhnlich“ gelobt. Es sei ein „Klassiker im Genre“ und ein „Höhepunkt in der Diskografie“ der Band. Kostas Panagiotou sprach eine nahezu uneingeschränkte Kaufempfehlung in seiner, für Doom-Metal.com verfassten, Rezension aus.
Rückblickend schrieb Eduardo Rivadavia von Allmusic, dass Quietus ein Beleg dafür sei, dass Evoken Qualität im Genre darbringen konnte und, dass das Album ein Schritt auf dem Weg zu dem „Meisterwerk Antithesis of Light“ war. Das Decibel führte das Album auf dem 35. Platz der Top 100 Doom Metal Albums of all Times. Daniel Lake schrieb, dass es ein klarer Beleg für die Qualität der Band sei.